# N758 (België)
De N758 is een gewestweg in de Belgische provincie Limburg. Deze weg vormt de verbinding tussen Tongeren en Mopertingen.
De totale lengte van de N758 bedraagt ongeveer 12 kilometer.

## Plaatsen langs de N758
- Tongeren
- 's Herenelderen
- Membruggen
- Rijkhoven
- Grote-Spouwen
- Kleine-Spouwen
- Rosmeer
- Mopertingen